# Austin Berry (calciatore 1971)
Austin Berry (Limón, 5 aprile 1971) è un ex calciatore costaricano, di ruolo difensore.

## Carriera
Austin Gerardo Berry Moya è un ex giocatore di calcio della Costa Rica ora è il vice-allenatore del CS Herediano . Come giocatore, Berry ha giocato per LD Alajuelense e SC Freiburg . Ha fatto il suo debutto per la squadra nazionale nel 1991 e raccolto un totale di 65 presenze, segnando 5 gol. Ha giocato la sua ultima partita internazionale nel 2002 contro il Marocco.

## Palmarès

### Club

#### Competizioni nazionali
- Campionato tedesco di seconda divisione: 1

Friburgo: 1992-1993